# Zbyněk Pospěch
Zbyněk Pospěch (Opava, 24 ottobre 1982) è un calciatore ceco, attaccante del Sokol Mokré Lazce.

## Carriera

### Club
Pospěch iniziò la carriera con la maglia dell'Opava, squadra della sua città natia. Vestì poi le maglie di Slovácko e Slovan Liberec. Si trasferì poi ai norvegesi dell'Odd Grenland. Debuttò nella Tippeligaen il 9 aprile 2007, quando fu schierato titolare nella sconfitta per 2-1 sul campo dello Strømsgodset. Il 29 aprile segnò la prima rete, che fissò il successo per 3-0 sullo Aalesund.
Giocò poi nel Petržalka e nel Brno, prima di accordarsi con lo Slavia Praga.